# Théodore Hersart de la Villemarqué
Théodore Hersart de La Villemarqué (Kemperle, 7 de juliol de 1815 - Keransker, 8 de desembre de 1895) fou un erudit, polític i poeta bretó. Estudià a Roazhon i París i fou conegut amb el sobrenom de Teodor a gKervarker. És considerat deixeble de Jean-François-Marie Le Gonidec i influït tant pels germans Grimm com per François-René de Chateaubriand, compongué el recull Barzaz Breizh (Cants de Bretanya, 1838), considerada la primera gran obra del bretó modern i que fou presentada en el seu moment com un recull dels antics cants armòrics a l'estil de l‘Ossian de l'escocès James MacPherson. Foren lloades per Georges Sand (qui la compararia amb l'Odisea), Alphonse de Lamartine i d'altres autors francesos, alhora que s'encetà una polèmica sobre l'autenticitat o superxeria de l'obra, què eren antics cants i què era invenció de La Villemarqué. El 1838 visità Gal·les, on fou entronitzat bard del Gorsedd.
Aprofitaria la seva amistat amb Graveran, bisbe de Kemper el 1846, per tal d'utilitzar les reformes de Gonideg com a koiné bretona en la catequesi de les parròquies. En els darrers anys col·laborà amb Gonidec en l'edició de la Bíblia en bretó. François-Marie Luzel fou deixeble seu.